# Inauguratio
La inauguratio fue la ceremonia con la que, en el derecho romano arcaico, los augures invocaban la aprobación y la protección de los dioses sobre el nuevo rey de Roma (rex). El término está tomado del colegio de los augures, un cuerpo sacerdotal muy importante e influyente.

## Historia
Durante la República romana, los augures celebraban una ceremonia religiosa después de la elección de un alto magistrado, el nombramiento de un sumo sacerdote o del flamen Dialis. Un resultado favorable del sacrificio se consideraba una aprobación de los dioses a la elección final.
En el intervalo de tiempo en el que el nuevo rex tenía que ser identificado, los patres maiorum gentium llevaría a cabo la elección del interrex cada 5 días, hasta que los patres pudieran acordar el nuevo rey. Una vez que se identificaba un nuevo rex, se le presentaba a la gente y luego se procedía a la inauguratio.
Después se tomaba una decisión, la lex curiata de imperio, que entró en uso en la fase etrusca-latina de la monarquía romana servía para conferir al rex el imperium, es decir, el mando militar del ejercicio en batalla. Permaneció el recuerdo de la inauguratio del período monárquico para indicar el comienzo de la concesión del imperium a los cónsules y luego, con particular solemnidad, durante el período imperial.

### Tipología
Para el nuevo rey se destaca:
- La creatio que es la fuente de los poderes civiles.
- La inauguratio que es la fuente de los poderes religiosos.
- La lex curiata de imperio, que es la fuente de los poderes militares.

En particular, la inauguratio no constituye la simple consulta de los dioses nacionales, sino que constituye una búsqueda de la detección de la voluntad divina, para un incremento y sacralización del rex.
En cuanto a los ritos y tareas fundacionales, existe una inauguratio para la identificación del pomerium en las ciudades romanas, dependiendo de la favorabilidad del auspicio ante el trazado, siendo que no puede ser movido a menos que los augures, en casos especiales, pronuncien su auguralis precatio. La parte interior del pomerium en la ciudad, después de la inauguratio, impide que no pueda ser profanada con cadáveres, ni enterrados, ni quemados. A no ser que se trate de personajes excepcionales, como fue el caso de Julio César.